# Schtschukino (Kaliningrad, Bagrationowsk)
Schtschukino (russisch Щукино, deutsch Leysuhnen, 1938–45 Leisuhnen sowie Schettnienen) ist der gemeinsame Name zweier vor 1945 eigenständiger Orte, die in der russischen Oblast Kaliningrad (Königsberger Gebiet) auf dem Gebiet des heutigen Stadtkreises Mamonowo (Heiligenbeil) und des Rajons Bagrationowsk (Bezirk Preußisch Eylau) lagen.

## Geographische Lage
Die beiden Orte Schtschukino liegen im äußersten Südwesten der Oblast Kaliningrad am Frischen Haff (= Leysuhnen) bzw. südöstlich davon im Gebiet der russisch-polnischen Staatsgrenze (= Schettnienen). Während zum Frischen Haff von der russischen Regionalstraße 27A-020 (ex A 194, ehemalige deutsche Reichsstraße 1) her keine Straßen, wohl aber Landwege führen, ist das Grenzgebiet jetzt Sperrgebiet – mit der Folge, dass der hier liegende Ortsteil nicht mehr existiert. Die Bahnanbindung für das Gebiet erfolgt über die sechs bzw. vier Kilometer entfernte Bahnstation Mamonowo (Heiligenbeil) an der Bahnstrecke vom polnischen Malbork (Marienburg) in das russische Kaliningrad (Königsberg (Preußen)).

## Ortsname
Die Ortsbezeichnung Schtschukino ist in Russland verbreitet. Sie steht im Zusammenhang mit dem Familiennamen Schtschukin und dem Wort schtschuka für Hecht.

## Schtschukino (Leysuhnen)

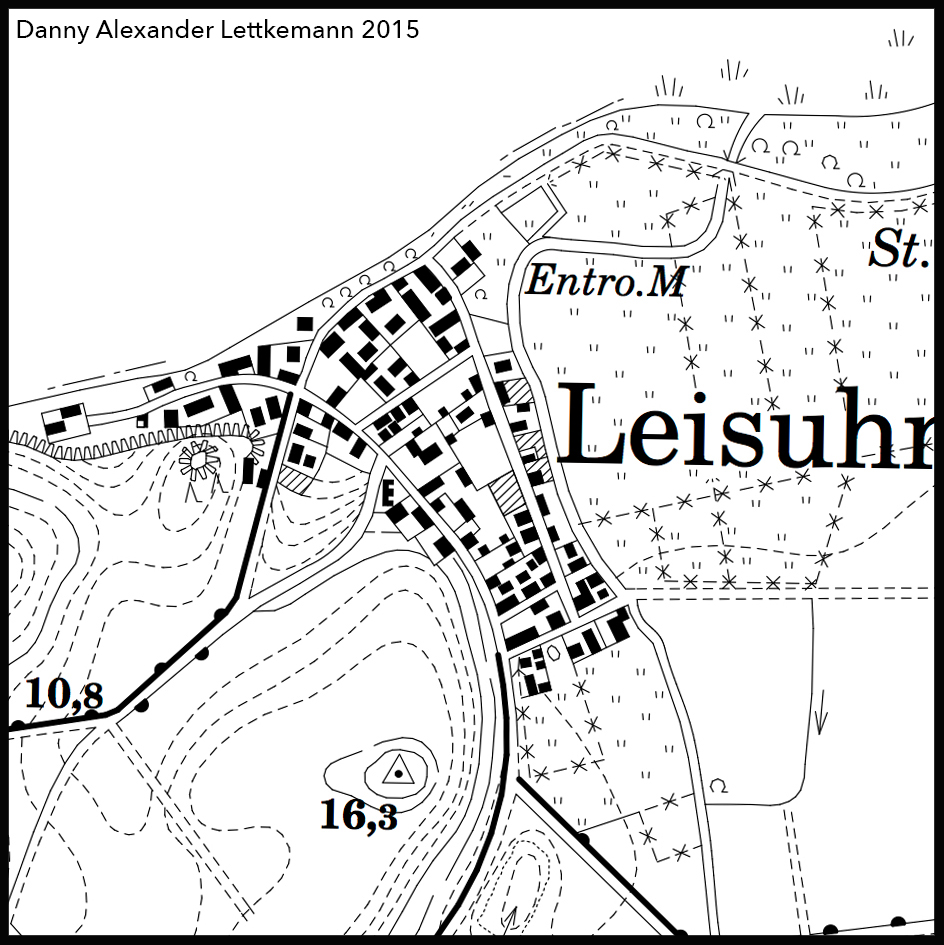
Kartenausschnitt von Leisuhnen – Stand 1939 (bis 1938 Leysuhnen, heute Schtschukino)

### Ordenshof Beister
Der Ordenshof Beister lag südwestlich des späteren Leysuhnen am Rand des Büsterwaldes. Er lag erhöht 700 m vom Haffe entfernt. Der Name erscheint 1308 erstmals als „Byester“, später herrscht die Namensform Beister vor. Der Ordenshof war eine Ordensherberge und ein Wirtschaftshof. Ordensgebietiger und -ritter hielten sich bei Reisen über das Land hier auf. Mehrfach wurden in Beister Handfesten ausgestellt und Briefe verfasst. Hielt sich der Balgaer Komtur in Beister auf, sandte ihm der Krüger von Leysuhnen, wenn er im Haff fischte vier „Bressem“ in den Hof und musst auch jeden 5. Aal abliefern. Das Marienburger Treßlerbuch gibt Auskunft über den regen Besuch am Hof. Der Hof selbst war ein massiv gebaute Haus mit mehreren Räumen. Die Kammer des Komturs hatte ein Bettgestell mit Federbett. Es gab auch ein Badhaus und eine Brauerei. Der Hof hatte eiserner Pflüge, Pflugeisen, Äxte, Hakenscharen, und Eggen. Den Ordenshof verwaltete ein Hofmeister. 1522 wurde der Ordenshof zerstört, aufgelöst und dem bisherigen Kellermeister in Balga Christoph von Egloffstein verliehen.

### Geschichte
Die Gemeinde Leysuhnen im Landkreis Heiligenbeil wurde zum 11. Juni 1874 mit den Landgemeinden Carben (ab 1931 Karben, russisch: Prigorkino), Polnisch Bahnau (ab 1920 Deutsch Bahnau, russisch: Baltijskoje), Preußisch Bahnau (Selenodolskoje) und den Gutsbezirken Büsterwalde, Büsterwalde (Forst), Carben, Gerlachsdorf (heute polnisch: Zgoda), Ruhnenberg (polnisch: Runka), Schettnienen und Wachtbude zum Amtsbezirk Carben zusammengeschlossen.
Zum 29. Juli 1879 erhielt Leysuhnen „Verstärkung“: die Gemeinde Preußisch Bahnau (Selenodolskoje) wurde eingemeindet. Am 30. September 1928 kamen der Gutsbezirk Büsterwalde und am 15. November 1928 der anteilige Gutsbezirk Födersdorf (Forst) hinzu. Am 3. Juni 1938 wurde die Gemeinde Leysuhnen amtlich in Leisuhnen umbenannt. Bis 1945 gehörte sie zusammen mit Deutsch Bahnau, Karben und Preußisch Bahnau zum inzwischen etwas neustrukturierten Amtsbezirk Karben (Prigorkino) im Landkreis Heiligenbeil im Regierungsbezirk Königsberg der preußischen Provinz Ostpreußen.
Zählte Leysuhnen im Jahre 1910 noch 244 Einwohner, so waren es 1933 schon 288 und 1939 dann 275.
Nach dem Zweiten Weltkrieg wurde Leisuhnen russisch und hieß seit 1947 Schtschukino. Spätestens Mitte der 1980er Jahre existierte der Ort nicht mehr.

### Kirche
Bei überwiegend evangelischer Bevölkerung gehörte Leysuhnen (bzw. Leisuhnen) bis 1945 zum Kirchspiel Heiligenbeil (russisch: Mamonowo) im gleichnamigen Kirchenkreis innerhalb der Kirchenprovinz Ostpreußen der Kirche der Altpreußischen Union. Die letzten beiden deutschen Geistlichen waren die Pfarrer Paul Bernecker und Hans Krumm. In Schtschukino lebende evangelische Kirchenglieder gehören heute zur evangelisch-lutherischen Auferstehungskirchengemeinde in Kaliningrad (Königsberg (Preußen)).

### Schule
Bis 1945 bestand in Leisuhnen eine Schule.

## Schtschukino (Schettnienen)
54° 26′ 58,1″ N, 19° 51′ 21,4″ O

### Geschichte
Das Gutsdorf „Schudenyn“ wurde 1466 erstmals urkundlich erwähnt. Sein Gut befand sich früher im Besitz der Familien von der Trenck und von Rabe. 1730 fiel das Lehen an den König, doch konnte Jacob von Laxdehnen, der 1703 als Pfandgut in den Besitz derer von Rabe gekommen war, 1736/1738 das Gut erwerben und errichtete das noch nach 1945 existente Gutshaus.
Am 17. September 1778 erwarb Alexander Georg von Bronsart (1734–1790) Schettnienen, danach erwarb es Alexander von Bronsart (1786–1863). Er stellte den Besitz auf eine gesunde wirtschaftliche Basis und überließ ihn seinem Stiefsohn Wilhelm von Lampinet gen. von Bonsart (1819–1886).
Der preußische General und spätere Kriegsminister Paul Bronsart von Schellendorff (1832–1891) wurde dann der Eigentümer von Schettnienen. Sein Sohn Wilhelm Bronsart von Schellendorff (1861–1914) fiel im Ersten Weltkrieg und sein erbender Sohn Albrecht (1902–1995) war letzter Herr auf Schettnienen. Das Herrenhaus des zuletzt 682 Hektar großen Gutes überlebte die Kriegswirren und diente noch bis 1985 als Unterkunft für Grenztruppen der UdSSR. Danach wurde es dem Erdboden gleichgemacht.
Schettnienen bildete am 11. Juni 1874 zusammen mit den Landgemeinden Carben (ab 1931 Karben, russisch: Prigorkino), Leysuhnen (1938–1945 Leisuhnen), Polnisch Bahnau (ab 1920 Deutsch Bahnau, russisch: Baltijskoje) und Preußisch Bahnau (Selenodolskoje) sowie den Gutsbezirken Büsterwalde, Büsterwalde (Forst), Carben, Gerlachsdorf (heute polnisch Zgoda), Ruhnenberg (Runka) und Wachtbude den Amtsbezirk Carben.
Am 1. April 1938 verlor die Landgemeinde Schettnienen ihre Selbständigkeit und wurde in die Gemeinde Alt Passarge (heute polnisch: Stara Pasłęka) im Amtsbezirk Rossen (polnisch Rusy) eingemeindet. Weiterhin aber gehörte der Ort zum Landkreis Heiligenbeil im Regierungsbezirk Königsberg der preußischen Provinz Ostpreußen.
1945 kam Schettnienen zur Sowjetunion und gehörte seit 1946 als Ortsteil zu Schtschukino. Seine Lage im Sperrgebiet der russisch-polnische Staatsgrenze besiegelte das Ende des fast 500 Jahre alten Dorfes, das vermutlich bereits vor den 1970er Jahren als Ortschaft zu existieren aufhörte. An Stelle des früheren Dorfes, gelegen zwischen den ersten Sperranlagen und der eigentlichen Staatsgrenze, befinden sich heute Einrichtungen der Grenztruppen Russlands.

### Kirche
Mit seiner mehrheitlich evangelischen Bevölkerung gehörte Schettnienen bis 1945 zum Kirchspiel Heiligenbeil (Mamonowo) im gleichnamigen Kirchenkreis innerhalb der Kirchenprovinz Ostpreußen der Kirche der Altpreußischen Union. Auch Schettnienen wurde von den beiden Geistlichen Paul Bernecker und Hans Krumm als letzte deutsche Pfarrer betreut.

### Persönlichkeit des Ortes
- Paul Bronsart von Schellendorff, königlich preußischer General der Infanterie, Kommandierender General sowie Staats- und Kriegsminister, starb am 23. Juni 1891 auf Gut Schettnienen.